# Arunachal Pradesh

Distritos de Arunachal Pradesh.

Arunachal Pradesh es un estado de la República de la India. Su capital es Itanagar. Ubicado al noreste del país, limita al norte con la República Popular China, al sur con Birmania y Assam, al sureste una pequeña franja con Nagaland y al oeste con Bután. Con 1 400 000 habitantes en 2011 es el tercer estado menos poblado —por delante de Mizoram y Sikkim, el menos poblado— y con 17 hab/km², el menos densamente poblado. 
Arunachal Pradesh es una de las dos regiones en disputa entre la República Popular China e India, ya que China reclama el control sobre este estado al considerarlo parte de la región autónoma del Tíbet. La otra zona en disputa entre los dos países es Aksai Chin en la zona de Cachemira.
Arunachal Pradesh formó parte del estado de Assam hasta 1987. Recibió el estatus de estado tras tomar en consideración la situación de seguridad en el este y las tensiones chino-indias. Arunachal Pradesh significa "tierra del sol naciente".

## Historia
Se conoce muy poco de la historia de Arunachal Pradesh, excepto para la zona noroeste del estado. Solo existen registros escritos durante el siglo XVI en las crónicas de Ahom. Los monba y los sherdukpen poseen registros históricos sobre la existencia de diversos jefes locales en la zona noroeste del estado. Estas zonas, quedaron bajo control del reino Monyul de los monba, reino que floreció entre el año 500 a. C. y el 600. La región quedó bajo control del Tíbet, especialmente en la zonas más al norte. El resto del estado, especialmente las zonas fronterizas con Birmania, quedaron bajo el control de los Ahom y los asameses hasta que la India fue anexada por los británicos en 1858.
Algunas excavaciones realizadas recientemente en ruinas de templos hindúes han aportado nuevos datos sobre la historia del estado. Diversos hallazgos parecen indicar que los Yidu (también llamados Idu Mishmi) poseyeron una civilización local. También existen evidencias de la existencias de diversas tribus budistas.
Entre 1913 y 1914, el administrador británico en la región, Sir Henry McMahon, extendió la frontera entre India y China unos kilómetros. El cambio se realizó según unos acuerdos tratados en la ciudad de Shimla durante un debate sobre las fronteras chino-tibetanas. La nueva línea fronteriza se conoció como "línea McMahon". 
El problema es que estos acuerdos se firmaron entre India y Tíbet, pero nunca fueron ratificados por China. En 1947, el gobierno chino rechazó estos límites territoriales y reclamó sus derechos sobre la zona que ocupa el actual estado de Arunachal Pradesh. El 26 de agosto de 1959, las tropas chinas cruzaron la línea McMahon y capturaron el puesto indio de Longju, unos kilómetros al sur de la frontera. En 1961 abandonaron el puesto, pero en octubre de 1962 volvieron a cruzar la línea, esta vez de forma violenta, lo que dio origen a la guerra chino-india. Finalmente, en 1963, el gobierno chino accedió a devolver los territorios conquistados más allá de la línea McMahon.

## Demografía
Un 65% de los habitantes del estado pertenecen a las 20 principales minorías étnicas y a 82 tribus, lo que ha proporcionado a Arunachal Pradesh una rica herencia cultural. La mayor parte de los habitantes son de origen tibetano. Otro 35% de la población son inmigrantes, incluyendo a unos 30 000 expatriados de Bangladés. Las tribus principales incluyen a los adi, los apatani los nishi y los monba.
Cerca de la mitad de la población sigue la religión Donyi-Polo. Otro 42% son fieles al budismo y al hinduismo, mientras que el resto son cristianos o musulmanes.

## Organización administrativa
En el año 2011, el estado de Arunachal Pradesh cuenta con 16 distritos, la mayoría de ellos habitados por diversos grupos tribales. Son los siguientes:
| °       |         |                                        |        |           |           |        |            |                               |      |
| ------- | ------- | -------------------------------------- | ------ | --------- | --------- | ------ | ---------- | ----------------------------- | ---- |
| Ranking | Ranking |                                        |        | Sede      | Población | Área   | Densidad   |                               |      |
| Pob.    | Área    | Distrito                               | Código | (capital) | (2011)    | (km²)  | (hab./km²) | Web oficial                   | Mapa |
| AR-14   | AR-07   | Distrito del Alto Siang                | AR-US  | Yingkiong | 33 146    | 6188   | 5          | http://uppersiang.nic.in/     |      |
| AR-10   | AR-05   | Distrito del Alto Subansiri            | AR-UB  | Daporijo  | 54 995    | 7032   | 8          | http://uppersubansiri.nic.in/ |      |
| AR-16   | AR-02   | Distrito del valle superior del Dibang | AR-UD  | Anini     | 7948      | 9129   | 4          | http://dibang.nic.in/         |      |
| AR-15   | AR-11   | Distrito de Anjaw                      | AR-AJ  | Hawai     | 18 428    | 3234   | 6          | http://lohit.nic.in/          |      |
| AR-06   | AR-01   | Distrito del Bajo Subansiri            | AR-LB  | Ziro      | 97 614    | 10 135 | 10         | http://lowersubansiri.nic.in/ |      |
| AR-11   | AR-11   | Distrito del valle inferior del Dibang | AR-LD  | Roing     | 53 986    | 3900   | 13         |                               |      |
| AR-03   | AR-08   | Distrito de Changlang                  | AR-CH  | Changlang | 124 994   | 4662   | 27         | http://changlang.nic.in/      |      |
| AR-09   | AR-09   | Distrito de Kameng oriental            | AR-EK  | Seppa     | 57 065    | 4134   | 14         | http://eastkameng.nic.in/     |      |
| AR-08   | AR-04   | Distrito de Kameng occidental          | AR-WK  | Bomdila   | 74 595    | 7422   | 10         | http://westkameng.nic.in/     |      |
| AR-12   | AR-06   | Distrito de Kurung Kumey               | AR-KK  | Koloriang | 42 282    | 6340   | 7          | http://kurungkumey.nic.in/    |      |
| AR-02   | AR-14   | Distrito de Lohit                      | AR-EL  | Tezu      | 143 478   | 2402   | 13         | http://lohit.nic.in/          |      |
| AR-01   | AR-13   | Distrito de Papum Pare                 | AR-PA  | Yupia     | 167 750   | 2875   | 42         | http://papumpare.nic.in/      |      |
| AR-13   | AR-16   | Distrito de Tawang                     | AR-TA  | Tawang    | 38 924    | 2085   | 19         | http://tawang.nic.in/         |      |
| AR-05   | AR-15   | Distrito de Tirap                      | AR-TI  | Khonsa    | 100 227   | 2362   | 42         | http://tirap.nic.in/          |      |
| AR-07   | AR-10   | Distrito de Siang oriental             | AR-ES  | Pasighat  | 87 430    | 4005   | 22         | http://eastsiang.nic.in/      |      |
| AR-04   | AR-03   | Distrito de Siang occidental           | AR-WS  | Along     | 103 575   | 8325   | 12         | http://westsiang.nic.in/      |      |

El 1 de diciembre de 1965, la antigua Agencia de la Frontera Noreste se dividió en cinco distritos:
1. Distrito de Kameng
2. Distrito de Subansiri
3. Distrito de Siang
4. Distrito de Lohit
5. Distrito de Tirap

El 13 de mayo de 1980, el distrito de Subansiri fue dividido en dos distritos: el distrito del Bajo Subansiri y el distrito del Alto Subansiri. El distrito del Alto Subansiri. comprende toda el área ocupada por la antigua subdivisión Daporijo y el distrito del Bajo Subansiri comprende el resto de la zona ocupada por el antiguo distrito Subansiri.
El 1 de junio de 1980, el antiguo distrito de Lohit se dividió en dos distritos: el distrito de Lohit y el distrito del Valle del Dibang. El mismo día, el distrito de Siang se dividió también en dos distritos: el distrito de Siang Este y el distrito de Siang Oeste y las sub- divisiones de Sepla y Bomdila del distrito de Kameng fueron transformados en el distrito Kameng Este y el distrito Kameng Oeste respectivamente.
El 6 de octubre de 1984, el distrito de Tawang fue separado del distrito Kameng Este. En 1987, el antiguo distrito de Tirap se dividió en dos distritos: el distrito de Tirap y el distrito de Changlang. El 22 de septiembre de 1992, el antiguo distrito del Bajo Subansiri fue escindido de nuevo en el distrito del Bajo Subansiri y el distrito Papum Pare. En junio de 2000, el distrito de Kurung Kumey fue separado del antiguo distrito del Bajo Subansiri. El 16 de diciembre de 2001, el distrito del Valle del Dibang fue dividido en el distrito del Alto Valle del Dibang y el distrito del Bajo Valle del Dibang. El 16 de febrero de 2004, el distrito de Anjaw fue separado del antiguo distrito de Lohit.